# Konst och musik i Orrholmsgaraget
Konst och musik i Orrholmsgaraget var och är ett projekt för att förbättra miljön i ett stort parkeringsgarage på Orrholmen, Karlstad.
Under hyreshusen i Orrholmen finns ett stort garage med busshållplatser och garageytor för ett hundratal fordon. Miljön i garaget upplevdes som trist och lite skrämmande. För att förbättra miljön i garaget bildades en garagegrupp och sedan hösten 2003 har garaget fyllts med klassisk musik och konst. Under 2008 och 2009 arbetade konstnärerna Steven Jones, Monika Eliasson och Unni Brekke Widenfalk med elever från Folkuniversitetets gymnasium för att skapa ytterligare konstnärliga utsmyckningar på busshållplatserna i garaget. Projektet genomfördes i samarbete med garagegruppen, det kommunala bostadsbolaget KBAB och Karlstadsbuss.

## Konst i Orrholmsgaraget
| Titel              | Konstnär(er)     | Årtal | Beskrivning | Typ - material | Plats Koordinater                        | Bild        |
| ------------------ | ---------------- | ----- | ----------- | -------------- | ---------------------------------------- | ----------- |
| Blue Corner        | Björn Wilde      |       |             |                | koordinater saknas                       | Blue Corner |
| Orr-korallen       | Osmar Diaz       |       |             |                | koordinater saknas                       | Fler bilder |
| Skymningsbubblan   | Iljaz Amir       |       |             |                | koordinater saknas                       | Fler bilder |
| Pastellen          | Iljaz Amir       |       |             |                | koordinater saknas                       | Fler bilder |
| Främmande framtid  | Richard Wennberg |       |             |                | koordinater saknas                       | Fler bilder |
| Skogenpalatset     | Marja Olsson     |       |             |                | koordinater saknas                       |             |
| I väntan på bussen | Okänd            |       |             |                | östra busshållplatsen koordinater saknas | Fler bilder |
| Poesikonst         | Okänd            |       |             |                | koordinater saknas                       | Poesikonst  |
| Trafikkonst        | Okänd            |       |             |                | koordinater saknas                       | Trafikkonst |
| Väggmålning        | Marja i Myrom    |       |             |                | koordinater saknas                       | Väggmålning |